# Jagged Edge (film)
Jagged Edge is een Amerikaanse neo-noir juridische thriller uit 1985, geschreven door Joe Eszterhas en geregisseerd door Richard Marquand, zijn laatste film die tijdens zijn leven werd uitgebracht. De hoofdrollen zijn voor Glenn Close, Jeff Bridges, Peter Coyote en Robert Loggia. 
Een advocaat neemt met tegenzin de zaak aan van een man die ervan wordt beschuldigd zijn vrouw te hebben vermoord, maar hij weet niet zeker of hij schuldig is of niet.
De film kreeg positieve recensies van critici en was een kassucces. Loggia werd voor zijn optreden genomineerd voor de Academy Award voor Beste Mannelijke Bijrol.

## Verhaal
Een gemaskerde indringer breekt in in het strandhuis van Page Forrester uit San Francisco, bindt haar aan haar bed vast, scheurt haar hemd open en doodt haar met een jachtmes. De meid wordt ook vermoord. Echtgenoot Jack Forrester wordt gearresteerd voor de moord, en probeert de spraakmakende advocaat Teddy Barnes in te huren om hem te verdedigen. Barnes aarzelt om de zaak in behandeling te nemen, omdat een incident met officier van justitie Thomas Krasny, haar voormalige baas, ervoor zorgde dat ze stopte met het beoefenen van het strafrecht.
Krasny vertelt Barnes dat gevangene Henry Styles zichzelf heeft opgehangen, wat haar verontrust. Barnes bezoekt Sam Ransom, een privédetective die ook voor Krasny werkte en tegelijkertijd met Barnes van carrière veranderde. Barnes besluit de zaak aan te nemen.
Barnes en Forrester bereiden zich voor op het proces en slapen uiteindelijk samen. Ransom waarschuwt Barnes dat Forrester alleen maar probeert haar meer persoonlijk te betrekken bij zijn zaak. Haar kantoor begint anonieme brieven te ontvangen met niet-openbare zaakdetails en uit een analyse blijkt dat ze zijn getypt op een Corona-typemachine uit 1942.
Tijdens een voorbereidende bijeenkomst vertelt Barnes de rechter dat Krasny in het verleden niet aan de ontdekkingsverplichtingen heeft voldaan. De zaak van de aanklager is gebaseerd op indirect bewijs en twee van de belangrijkste getuigen worden door Barnes in diskrediet gebracht.
Krasny roept Eileen Avery, die een affaire had met Forrester, op om te getuigen. Terwijl Avery haar relatie met Forrester beschrijft, vindt Barnes dat deze griezelig veel lijkt op haar eigen relatie met hem. Ze voelt zich gemanipuleerd en gelooft nu dat Forrester schuldig is, maar gaat door uit plichtsbesef.
Er arriveert een ander briefje op haar kantoor met de tekst: "Hij is onschuldig. Santa Cruz. 21 januari 1984. Vraag het aan Julie Jensen." Barnes belt Jensen om te getuigen dat ze op dezelfde manier is aangevallen als Page Forrester. Alle details komen overeen, maar ze zegt dat haar aanvaller zichzelf ervan leek te weerhouden haar te vermoorden. Terwijl Krasny tegenwerpt dat de aanval op Jensen niets te maken heeft met die op Forrester, laat hij zich ontvallen dat zijn kantoor de aanval had onderzocht en deze niet tijdens de ontdekking had onthuld. In de raadkamer dreigt de rechter Krasny te laten schrappen. Krasny houdt vol dat Forrester de moord op Page achttien maanden heeft gepland, dat hij Jensen heeft aangevallen om een alibi voor zichzelf te creëren, en dat hij de schrijver is van de anonieme brieven.
De rechter verbiedt Krasny zijn theorie aan de jury te presenteren en Forrester wordt niet schuldig bevonden. Barnes kondigt aan de media aan dat ze het kantoor van de officier van justitie heeft verlaten toen Krasny bewijsmateriaal achterhield waaruit bleek dat Henry Styles onschuldig was. Krasny loopt vol walging weg.
Barnes gaat naar het huis van Forrester om het te vieren, en ze slapen weer samen. 's Morgens ontdekt ze in een kast een Corona-typemachine uit 1942 die overeenkomt met de analyse van de anonieme briefjes. Ze neemt de machine mee en vlucht.
Als Forrester belt, vertelt ze hem dat ze de typemachine heeft gevonden. Forrester staat erop langs te komen. Barnes belt Ransom, op het punt hem te vertellen dat Forrester een moordenaar is, maar hangt in plaats daarvan op. Een gemaskerde figuur breekt in en confronteert haar in haar slaapkamer. Terwijl hij begint aan te vallen, gooit Barnes de dekens weg en onthult een pistool. Ze schiet verschillende keren op hem tot hij op de grond valt. Ransom komt binnen en ontmaskert de aanvaller: Forrester.

## Rolverdeling
| Acteur              | Personage        |
| ------------------- | ---------------- |
| Glenn Close         | Teddy Barnes     |
| Jeff Bridges        | Jack Forrester   |
| Peter Coyote        | Thomas Krasny    |
| Robert Loggia       | Sam Ransom       |
| John Dehner         | rechter Carrigan |
| Karen Austin        | Julie Jensen     |
| Guy Boyd            | Matthew Barnes   |
| Marshall Colt       | Bobby Slade      |
| Louis Giambalvo     | Fabrizi          |
| Ben Hammer          | Dr. Goldman      |
| Lance Henriksen     | Frank Martin     |
| Sanford Jensen      | Scott Talbot     |
| James Karen         | Andrew Hardesty  |
| Leigh Taylor-Young  | Virginia Howell  |
| William Allen Young | Greg Arnold      |

## Productie
Volgens Joe Eszterhas is de film ontstaan bij producer Martin Ransohoff, die een rechtszaaldrama wilde maken in de trant van Anatomy of a Murder. De film was oorspronkelijk geschreven voor Jane Fonda, die het project afwees. Volgens Eszterhas was Ransohoff niet onder de indruk van de casting van Glenn Close en probeerde hij haar een seksscène opnieuw te laten opnemen, zodat hij naar haar kon kijken.

## Ontvangst

### Recensies
Variety noemde het "een goed gemaakt, hard mysterie" en prees de prestaties van de twee hoofdrolspelers. Roger Ebert van de Chicago Sun-Times omschreef de spanning in de film als "uiterst effectief" en beoordeelde de film met 3 1/2 sterren. Pauline Kael van The New Yorker schreef: "Deze thriller biedt niet de geneugten van stijl, maar doet zijn werk. Hij houdt je gevangen in een bankschroef - het is beangstigend, en als het voorbij is, voel je je een beetje geschokt."
Janet Maslin van The New York Times prees de uitvoeringen, maar vond de film voorspelbaar. Rita Kempley van The Washington Post hekelde de film en zei: "Jagged Edge is geen entertainment. Het is commercieel verpakt misbruik."

### Kassa
In de Verenigde Staten en Canada had Jagged Edge een brutowinst van $ 40,5 miljoen aan de kassa.

## Prijzen en onderscheidingen
Robert Loggia werd voor zijn optreden genomineerd voor de Academy Award voor beste mannelijke bijrol. 